# Amesbury Abbey
Amesbury Abbey es una mansión catalogada de Grado I en Amesbury, Wiltshire, Inglaterra, Reino Unido, construida en la década de 1830 para Sir Edmund Antrobus según los diseños de Thomas Hopper. Se encuentra en un parque catalogado de Grado II y ahora alberga una residencia de ancianos. Toma su nombre de la abadía de Amesbury, fundada alrededor de 979 en o cerca de sus terrenos.

## Historia

### Antecedentes
Un convento benedictino conocido como Amesbury Abbey fue fundado por Ælfthryth (esposa de Edgar) alrededor del año 979 en un lugar cerca del río Avon. Enrique II lo reemplazó en 1177 con una casa de la Orden de Fontevraud, conocida como Priorato de Amesbury, que continuó hasta su Disolución en 1539.

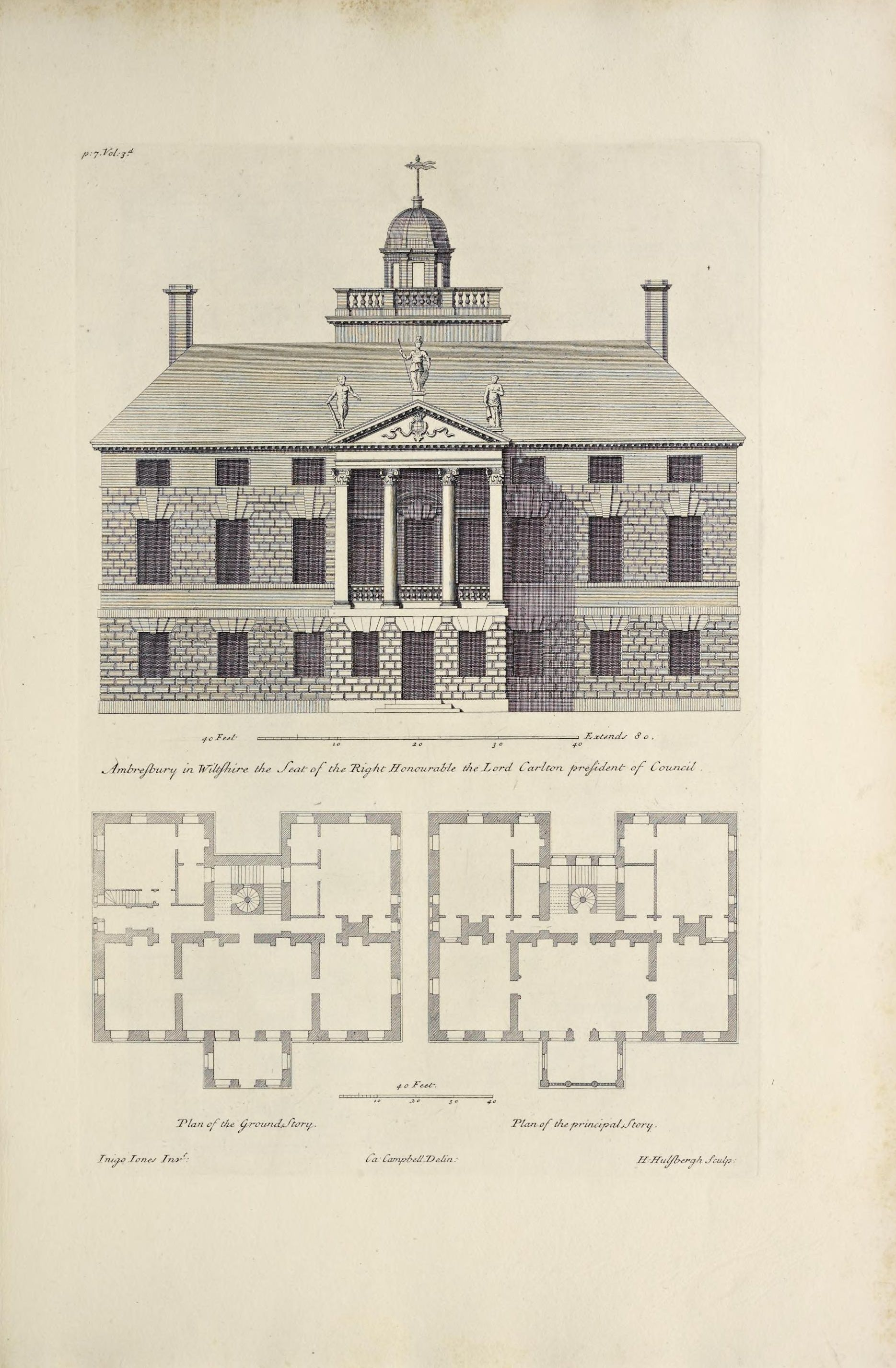
La casa de 1661, del volumen de 1725 de Vitruvius Britannicus ; atribuido allí a Inigo Jones, ahora acreditado a John Webb

El priorato y sus extensas propiedades fueron concedidas a Edward Seymour, conde de Hertford (más tarde duque de Somerset). Algunos de los edificios del priorato fueron destruidos, mientras que otros probablemente se reutilizaron para construir un palacio para los Seymour.
Esta casa fue reconstruida en 1660-1661 según los diseños de John Webb, para William Seymour (1588-1660) y su sucesor, su nieto William.  En 1720 fue comprado por Lord Carleton, y se incluyó en 1725 Vitruvius Britannicus de Colen Campbell, una colección de grabados de las grandes casas de la época. Las vistas pintorescas de Harrison de 1786 de los asientos principales de la nobleza y la nobleza muestra las alas de una sola planta agregadas por el duque de Queensberry, quizás diseñadas por Henry Flitcroft. Se ha descrito como "el ejemplo perfecto de casa una fachada del templo clásico", formada mediante la adición de un pórtico de templo con frontón a un bloque doméstico". Desde mediados del siglo XVIII, la casa se conoció como Amesbury Abbey. 

### sigloXIX
El edificio actual fue construido en 1834-1840 por el arquitecto Thomas Hopper para Sir Edmund Antrobus, quien había comprado la propiedad en 1825. Está construida sobre los mismos cimientos que la edificación de 1661, deforma cúbica de sillar de piedra caliza de Chilmark con cubiertas de pizarra. Tiene tres pisos y ático, y Historic England lo describe como "una reinterpretación más grandiosa de su predecesor". El frente principal sur tiene nueve tramos, de los cuales cinco se ubican detrás de un pórtico de seis columnas. La entrada principal estaba originalmente en un piano nobile detrás de la columnata .
El edificio se amplió y se modificó mucho en 1857-1859 después de un incendio de 1855, con Hopper nuevamente como arquitecto. John Belcher criticó el resultado en su libro de 1901, particularmente el uso de la oxidación en la planta baja, la falta de conexión entre el pórtico y el resto del edificio, y el uso de grandes hojas de vidrio individuales en las ventanas, en vez de hojas compartimentadas. Señala que el diseño original estaba coronado por una cúpula central.

### SiglosXXyXXI

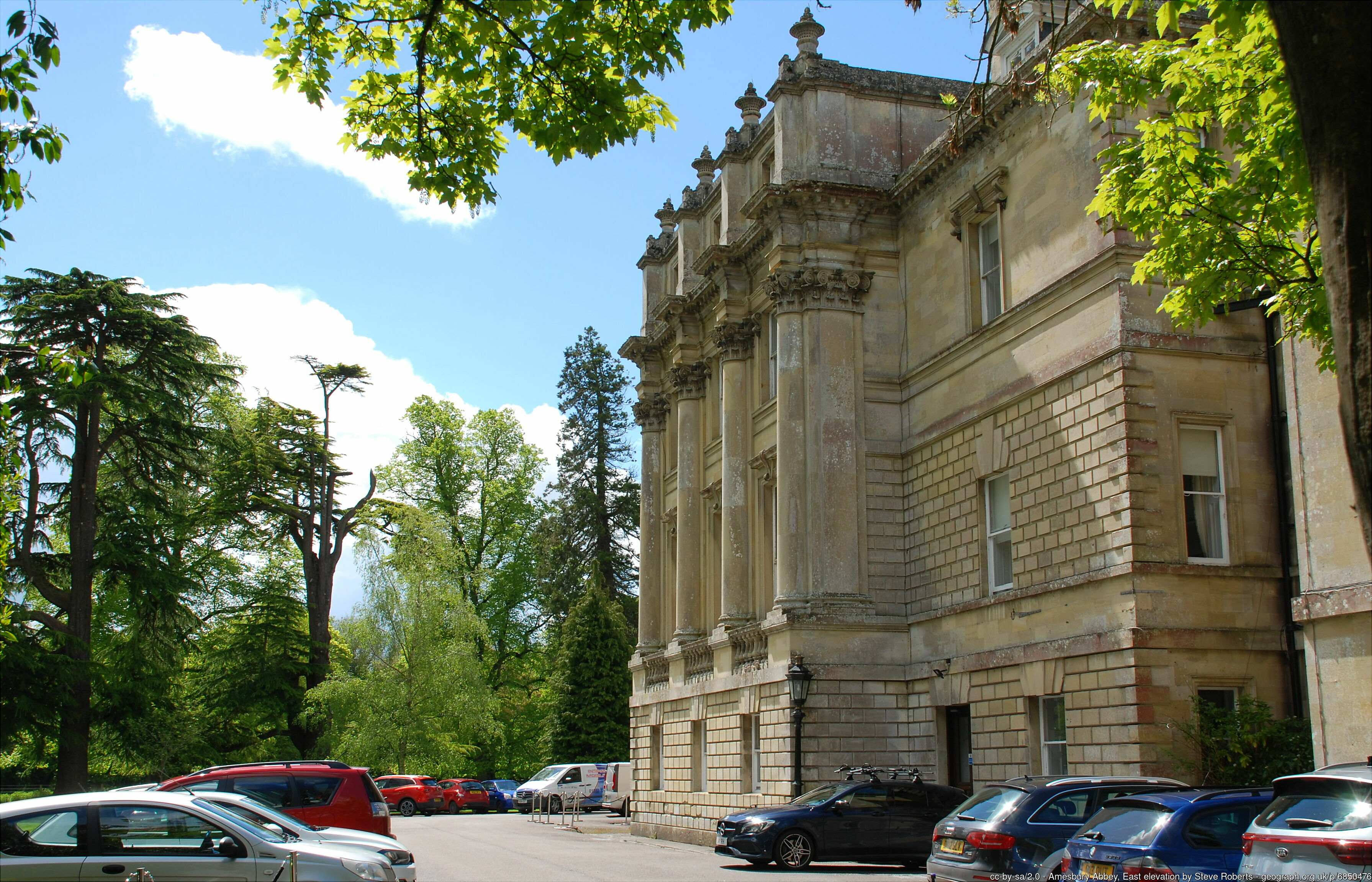
Fachada este

El arquitecto Detmar Blow realizó más mejoras en 1904. La familia Antrobus vendió la mayor parte de la tierra de la finca (incluido Stonehenge), en varios lotes en 1915.
A partir de junio de 1940, la casa fue utilizada por el mayor general Henry Wynter como sede administrativa de la Segunda Fuerza Imperial Australiana, que en un principio fue entrenada para defender el sur de Inglaterra contra la esperada invasión alemana. Partieron hacia Colchester y luego hacia el Medio Oriente en octubre de ese año.
La mansión fue designada como Listada de Grado I en 1953  y se convirtió en apartamentos alrededor de 1960.  Permaneció en propiedad de Antrobus hasta 1979.
La propiedad, que ahora tiene 35 acres de zonas verdes, funciona como un hogar de ancianos. Amesbury Abbey Group también ha construido casas y apartamentos cerca de la mansión.

## Terrenos

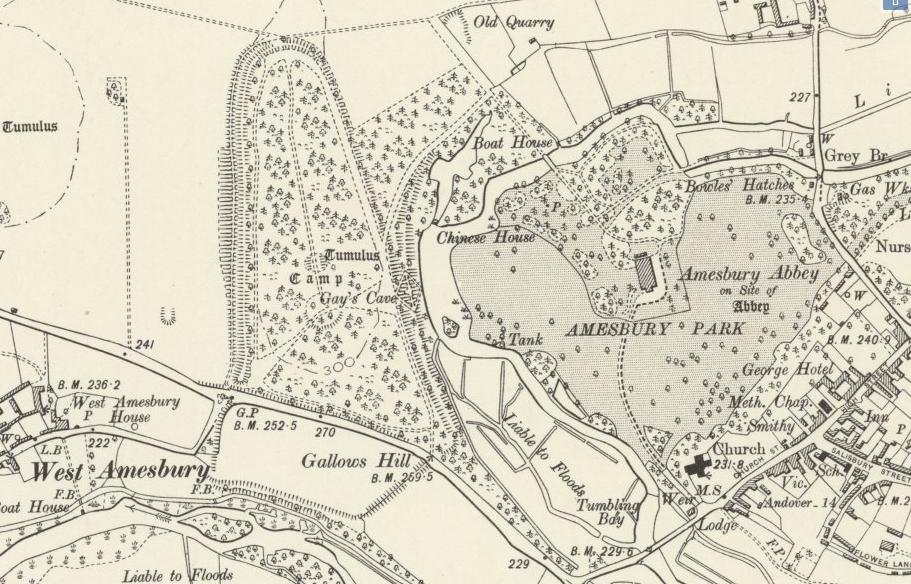
Casa y parque en un mapa de 1901

La mansión se encuentra en terrenos de recreo y zonas verdes, en un total de 56 hectáreas (138,4 acre), que en 1987 fueron incluidos en el Grado II * en el Registro de Parques y Jardines Históricos de especial interés histórico. Tres elementos están en la lista de Grado II *: el puente ornamental (1775) y el templo chino (1772), ambos de Sir William Chambers ; y Guy's Cave, una gruta de finales del siglo XVIII ubicada debajo del lado este de la colina conocida como Campamento de Vespasiano.
Dos puertas de entrada de piedra y pedernal al este de la mansión - Kent House  y Diana's House  - son de principios del siglo XVII y están catalogadas como de Grado II *.
Se erigieron nuevas puertas de entrada cerca de Kent House en la década de 1720, y se plantó un paseo formal que conducía a esta entrada oriental para Lord Carleton.  Más tarde llamada Lord's Walk, la franja de media milla a lo largo de la orilla del río se había abierto al público en 1915. Se vendió al Consejo Parroquial de Amesbury en 1950 una parte y 1978 la otra, y ahora es propiedad pública.
Después de 1735, el duque de Queensberry adquirió tierras al oeste del río que incluían el castro de la Edad de Hierro llamado Campo de Vespasiano.  Los planes para un paisaje formal fueron elaborados por el notable diseñador de jardines Charles Bridgeman poco antes de su muerte en 1738, y el mapa de 1773 de Andrews y Dury muestra el parque y la colina con paseos y avenidas formales. A principios del siglo XIX se había creado una nueva entrada sur al parque, junto a la iglesia parroquial, utilizando pilares, cada uno con un par de columnas toscanas debajo de un frontón triangular. 
El parque se extendió hacia el norte y el oeste, y se plantaron grupos de árboles conocidos como Nile Clumps para conmemorar la victoria de Nelson en la Batalla del Nilo de 1798, en un diseño probablemente destinado a imitar las posiciones de los barcos británicos y franceses. Esta parte de la finca (ahora separada de la casa por la A303) fue posteriormente vendida. 

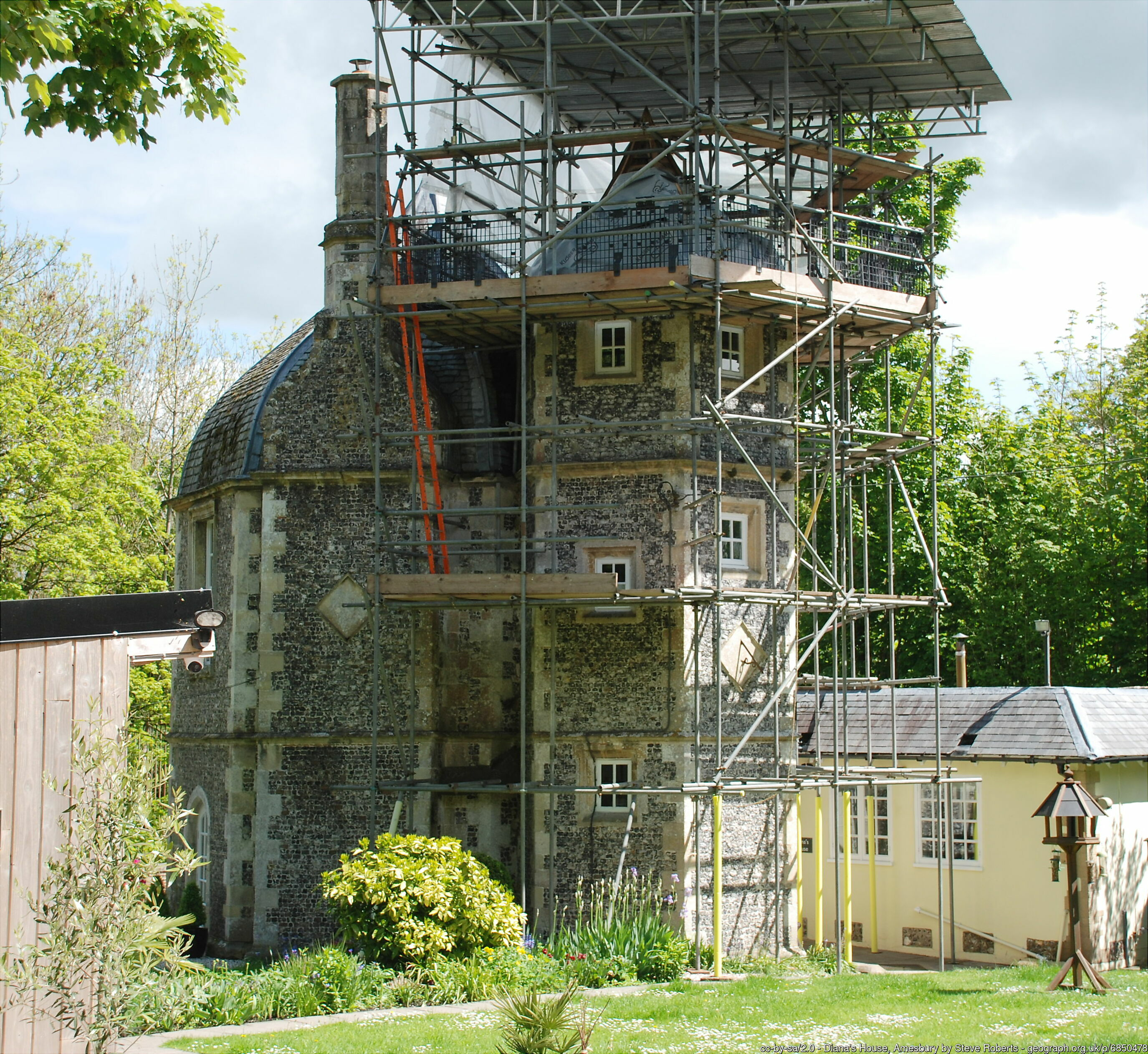
Casa de Diana